# 黄花石斛
黄花石斛（学名：Dendrobium dixanthum），为兰科石斛属下的一个植物种。